# Comuna Mlînove, Ratne
Mlînove (în ucraineană Млинове) este o comună în raionul Ratne, regiunea Volînia, Ucraina, formată din satele Dolîna, Domanove, Hodîn, Mlînove (reședința) și Silțea-Mlînivski.

## Demografie
Componența lingvistică a satului Mlînove
     Ucraineană (98,1%)
     Belarusă (1,54%)
     Alte limbi (0,36%)
Conform recensământului din 2001, majoritatea populației satului Mlînove era vorbitoare de ucraineană (98,1%), existând în minoritate și vorbitori de belarusă (1,54%).